# Pentathlon moderno ai Giochi della XXIV Olimpiade

## Medagliere
| Posizione | Paese            | Oro | Argento | Bronzo | Totale |
| --------- | ---------------- | --- | ------- | ------ | ------ |
| 1         | Ungheria         | 2   | 0       | 0      | 2      |
| 2         | Italia           | 0   | 2       | 0      | 2      |
| 3         | Unione Sovietica | 0   | 0       | 1      | 1      |
| 3         | Gran Bretagna    | 0   | 0       | 1      | 1      |
| Totale    | Totale           | 2   | 2       | 2      | 6      |

## Podi
| Evento                 | Oro                                                 | Perform. | Argento                                               | Perform. | Bronzo                                                        | Perform. |
| Individuale (dettagli) | János Martinek                                      | 5404     | Carlo Massullo                                        | 5379     | Vakht'ang Iagorashvili                                        | 5367     |
| A squadre (dettagli)   | Ungheria János Martinek Attila Mizsér László Fábián | 15886    | Italia Carlo Massullo Daniele Masala Gianluca Tiberti | 15571    | Gran Bretagna Richard Phelps Dominic Mahony Graham Brookhouse | 15276    |